# Guyi (köpinghuvudort i Kina, Hubei)
Guyi (kinesiska: 古驿, 古驿镇) är en köpinghuvudort i Kina. Den ligger i provinsen Hubei, i den centrala delen av landet, omkring 270 kilometer nordväst om provinshuvudstaden Wuhan. Antalet invånare är 63 950. Befolkningen består av 31 431 kvinnor och 32 519 män. Barn under 15 år utgör 19,0 %, vuxna 15-64 år 73 %, och äldre över 65 år 6,0 %.
Runt Guyi är det tätbefolkat, med 383 invånare per kvadratkilometer. Närmaste större samhälle är Shuanggou, 16,3 km sydost om Guyi. Trakten runt Guyi består till största delen av jordbruksmark.
Genomsnittlig årsnederbörd är 862 millimeter. Den regnigaste månaden är augusti, med i genomsnitt 146 mm nederbörd, och den torraste är januari, med 8 mm nederbörd.